# Coelosia quetzalcoatli
Coelosia quetzalcoatli är en tvåvingeart som beskrevs av Soli 1997. Coelosia quetzalcoatli ingår i släktet Coelosia och familjen svampmyggor. Inga underarter finns listade i Catalogue of Life.